# Rachel Crow
Rachel Kelly Crow (n. 23 ianuarie 1998, Mead⁠(d), Colorado, SUA) este o actriță americană de comedie.